# Дубенок, Николай Николаевич
Никола́й Никола́евич Дубенок (род. 5 февраля 1949 года, село Вербовичи, Гомельская область) — советский и российский учёный, специалист в области ресурсосберегающих, экологически обоснованных технологий орошения склоновых земель, направленных на предотвращение водной и ирригационной эрозии на орошаемых агроландшафтах. Заведующий кафедрой мелиорации и геодезии (с 1989 года), декан факультета почвоведения, агрохимии и экологии РГАУ — МСХА имени К. А. Тимирязева, доктор сельскохозяйственных наук (1995), профессор (1996), академик РАСХН (2007) и РАН (2013).